# La honradez de la cerradura (película)
La honradez de la cerradura es una película española, un drama estrenado en 1950, dirigida por el debutante Luis Escobar Kirkpatrick y protagonizada por Francisco Rabal, Mayrata O'Wisiedo y Ramón Elías.
Está basada en la obra de teatro homónima escrita por Jacinto Benavente.
La película obtuvo un premio económico de 150.000 ptas., en los premios otorgados por el Sindicato Nacional del Espectáculo.
Compitió por el Gran Premio del Festival Internacional de Cine de Cannes de 1951, galardón que recayó finalmente en La señorita Julie de Alf Sjöberg y Milagro en Milán de Vittorio De Sica.

## Sinopsis
Ernesto y Marta son un matrimonio que una noche reciben la visita inesperada de su vecina Matilde, una anciana prestamista que les pide que le guarden 80.000 pesetas hasta el día siguiente, ya que teme que su criada le robe. Matilde muere esa misma noche y el matrimonio decide quedarse el dinero. Un chantajista amenaza a Ernesto y le acusa de quedarse el dinero.

## Reparto
- Francisco Rabal ... Ernesto
- Mayrata O'Wisiedo ... Marta
- Ramón Elías ... Chantajista
- Dolores Bremón ... Doña Matilde
- Pilar Muñoz ... Carmen
- María Victoria Durá ... Rosa
- Mercedes Gisbert ...  Tony
- Concha López Silva ... Vecina
- Modesto Cid ... Forense